# ا-یو
«ا-یو» (به انگلیسی: A-Yo) ترانه‌ای از خواننده آمریکایی لیدی گاگا برای پنجمین آلبوم استودیویی او جوآن (۲۰۱۶) است که در ۱۸ اکتبر ۲۰۱۶ از طریق اینتراسکوپ رکوردز منتشر شد. ترانه توسط لیدی گاگا، هیلری لینزی، مارک رانسون و بلادپاپ نوشته‌شده‌است.
در ۱۲ نوامبر ۲۰۱۶ «ا-یو» در شماره ۶۶، در جدول ۱۰۰ ترانه داغ بیلبورد قرار گرفت.

## اجراهای زنده

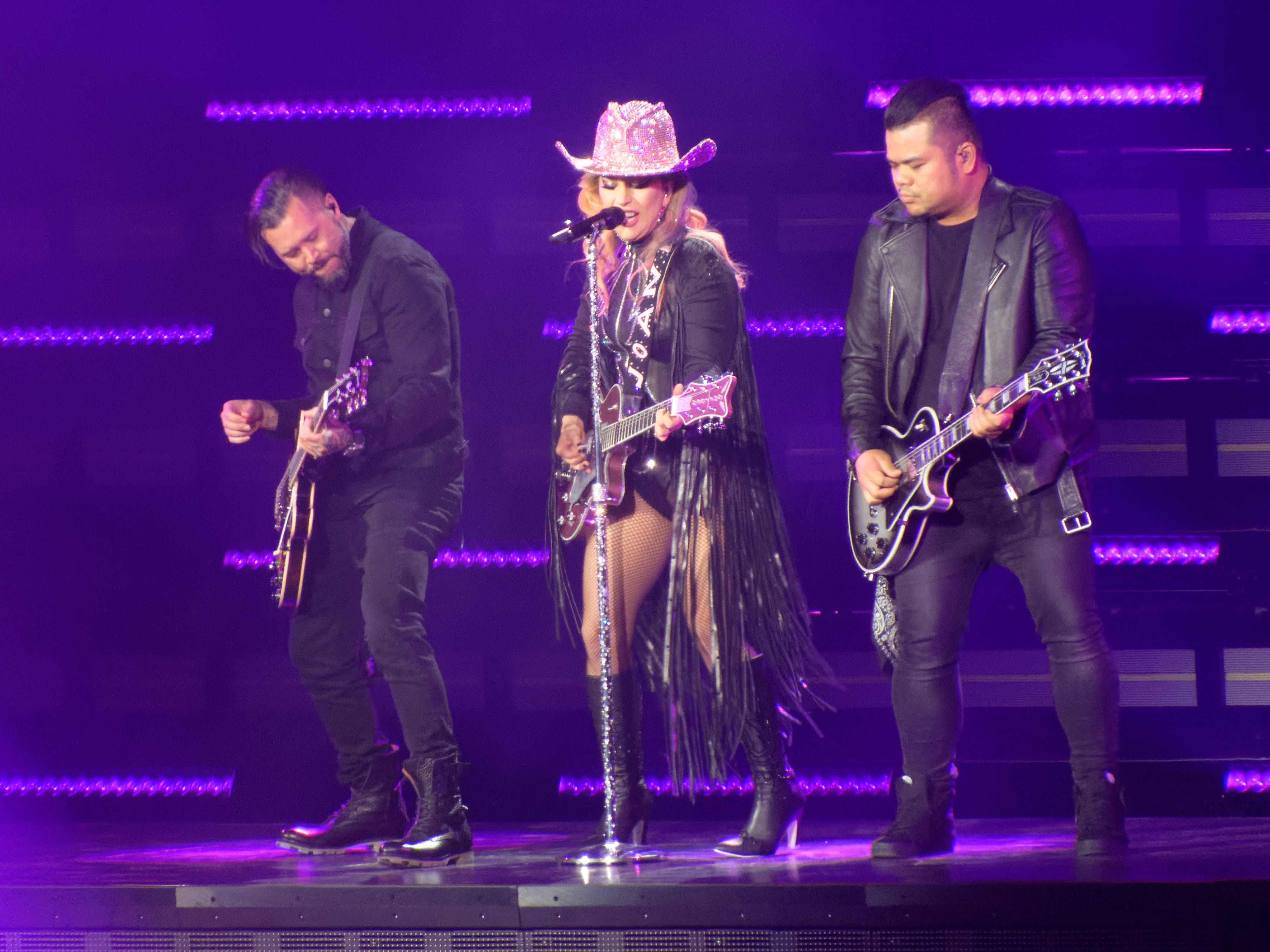
لیدی گاگا در حال اجرای آهنگ «ای-یو» در جریان تور جهانی جوآن در تاکوما.

لیدی گاگا برای نخستین‌بار، ترانه «ا-یو» را همراه با ترانه «یک میلیون دلیل»، ترانه دیگر از آلبوم جوآن، به صورت زنده به عنوان مهمان در برنامه تلویزیونی پخش زنده شنبه شب در ۲۲ اکتبر ۲۰۱۶ اجرا کرد.

## نمودار
| نمودار (۲۰۱۶)                              | موقعیت | منابع  |
| ------------------------------------------ | ------ | ------ |
| کانادا (۱۰۰ آهنگ داغ کانادا)               | ۵۵     | [ ۳ ]  |
| جمهوری چک (۱۰۰ تک‌آهنگ برتر رادیو)          | ۹۳     |        |
| جمهوری چک (۱۰۰ تک‌آهنگ دیجیتال برتر)        | ۵۶     |        |
| فرانسه (سندیکای ملی انتشارات صوتی‌تصویری)   | ۱۶۷    | [ ۴ ]  |
| ایرلند (جدول تک‌آهنگ‌های ایرلند)             | ۶۷     | [ ۵ ]  |
| نیوزیلند (انجمن صنعت ضبط نیوزیلند)         | ۳      | [ ۶ ]  |
| پرتغال (انجمن صنفی گرامافون پرتغال)        | ۹۲     | [ ۷ ]  |
| اسکاتلند                                   | ۵۵     | [ ۸ ]  |
| اسلواکی (۱۰۰ تک‌آهنگ دیجیتال برتر)          | ۵۸     |        |
| سوئیس (جدول موسیقی سوئیس)                  | ۶۲     | [ ۹ ]  |
| بریتانیا (جدول تک‌آهنگ‌های بریتانیا)         | ۶۶     | [ ۱۰ ] |
| ایالات متحده آمریکا (۱۰۰ آهنگ داغ بیلبورد) | ۶۶     | [ ۱ ]  |